# Revolution Studios
Revolution Studios era una compagnia di produzione cinematografica fondata nel 2000 da Joe Roth, ex presidente della Walt Disney Studios e della 20th Century Fox. La Revolution è stata una partner strategica della Sony Pictures Entertainment, che distribuiva e commercializzava i film della Revolution. La compagnia ha cessato di esistere nell'ottobre 2007, in coincidenza con la fine del termine di cinque anni con la Sony Pictures.
La Revolution era una società azionaria privata, della quale Roth possedeva il controllo. Altri azionisti inclusi dirigenti di Hollywood erano Todd Garner, Rob Moore, Tom Sherak e Elaine Goldsmith-Thomas, così come la Sony Pictures Entertainment, Starz Entertainment (che possiede i diritti via cavo), e la 20th Century Fox.

## Collaborazioni aziendali
La Revolution Studios aveva una collaborazione strategica con la Sony Pictures Entertainment, la Fox Entertainment Group, e la Starz Entertainment. La Sony Pictures distribuiva i film della Revolution nelle sale nazionali ed internazionali, e facilitava la distribuzione (via Sony/Columbia Pictures) dei DVD/home video. La Starz Entertainment detiene i diritti per trasmettere tutti i film della Revolution sui loro canali a pagamento (Starz ed Encore) attraverso la Sony Pictures Entertainment e distribuiti in associazione con la Debmar-Mercury. Anche la Fox Entertainment Group mantiene diritti televisivi (in onda sulla Fox Broadcasting Company) e i diritti base via cavo (FX Networks) attraverso la Sony Pictures Television e la Debmar-Mercury.
Dopo un certo numero di anni, i diritti di distribuzione dei film, ritorneranno alla Revolution Studios, che potrà quindi decidere come gestire la propria libreria cinematografica.

## Film
La Revolution ha prodotto film come:
- Ubriaco d'amore
- 30 anni in 1 secondo
- The Forgotten
- Animal
- Al calare delle tenebre
- Terapia d'urto
- L'asilo dei papà
- Hollywood Homicide
- Fuga dal Natale
- Amore estremo - Tough Love
- xXx
- Peter Pan
- Hellboy
- Mona Lisa Smile
- Rent
- I perfetti innamorati
- Un amore a 5 stelle
- Rocky Balboa
- The One
- The Fog - Nebbia assassina
- Black Hawk Down - Black Hawk abbattuto
- Il maestro cambiafaccia
- Un ragazzo tutto nuovo
- L'ultima alba
- xXx 2: The Next Level
- Gli scaldapanchina
- Cambia la tua vita con un click
- Quel nano infame
- Capitan Zoom - Accademia per supereroi
- Perfect Stranger
- Across the Universe
- Stealing Harvard
- Next
- The Prize Winner of Defiance, Ohio
- Finalmente a casa
- Il campeggio dei papà
- I fratelliSolomon
- White Chicks
- The Missing
- Tutte le ex del mio ragazzo
- Io, lei e i suoi bambini
- Il vento del perdono
- The Water Horse - La leggenda degli abissi
- xXx - Il ritorno di Xander Cage (xXx: Return of Xander Cage)